# Élections cantonales françaises de 2008
Des élections cantonales se sont déroulées en France les 9 et 16 mars 2008.
Elles permettent d'élire les conseillers généraux de la moitié des cantons français. Initialement prévues en 2007, les élections cantonales françaises sont décalées en 2008 et se déroulent les mêmes jours que les élections municipales pour ne pas surcharger le calendrier électoral de 2007. 
À leur issue, la gauche a consolidé sa majorité avec 57 présidences détenues contre 43 à la droite.

## Parité
Pour la première fois, les candidats devaient présenter un suppléant de sexe opposé à celui du titulaire.[réf. nécessaire]
Selon l'Observatoire de la parité, 13,1 % des nouveaux élus étaient des femmes, contre 9,8 % en 2001 (série comparable) et 10,9 % en 2004. Ce taux est très disparate selon les partis (Verts 25 %, PS 17,4 %, PC 17,1 %, UMP 10,7 %, NC 5 %).
En 2008, il y a cinq femmes présidentes de conseil général : Anne d'Ornano (DVD - 14), Claude Roiron (PS - 37), Josette Durrieu (PS - 65), Marie-Françoise Pérol-Dumont (PS - 87) et Nassimah Dindar (UMP - 974), contre trois précédemment.

## Diversité
Le nombre de conseillers généraux d'origine non-européenne (rapatriés de souche européenne non inclus) sortants était très faible (moins de 10 sur 3 825 conseillers généraux en métropole). Il s'agit en effet d'une élection au scrutin majoritaire où les principaux partis hésitent la plupart du temps, comme aux législatives, à investir de tels candidats, même si cette fois-ci un certain nombre étaient présentés en suppléance.
Les sièges de quatre élus sortants étaient renouvelables, ils ont tous été réélus :
- Michel Habib (PS, canton de Thann) est réélu dès le premier tour (66,63 %).
- Henri Jibrayel (PS, canton de Marseille-Verduron) recueille 47,91 % des voix au premier tour, il reste seul en lice pour le second, aucun autre candidat n'ayant dépassé le seuil de 10 % des inscrits.
- Abdel-Madjid Sadi (PCF, canton de Bobigny), avec 51,32 % des voix (mais 22,54 % des inscrits) au premier tour est confronté au second tour à Leila Bouzidi (app. NC, soutenue par l'UMP), il l'emporte avec 72,03 % au second tour
- Azzedine Taïbi (PCF, canton de Stains), avec 38,94 % des voix (15,57 % des inscrits) au premier tour, reste seul en lice pour le second, aucun autre candidat n'ayant dépassé le seuil de 10 % des inscrits.

Quatre candidats de ce type sont investis par le parti d'un élu sortant qui ne se représentait pas, donc dans un canton « sûr » : 
- Djillali Lahiani (conseiller municipal de Toulouse, soutenu par l'UMP, canton de Toulouse-11), obtient 27,08 % au premier tour, en ballottage défavorable pour le second tour face au candidat du PS qui le devance au premier tour (60,58 % pour les candidats PS, PCF et Verts) ; il ne recueille que 39,27 % au second tour (son prédécesseur UDF, Jean-Pierre Lloret, adjoint au maire de Toulouse, remporte le scrutin avec 56,24 % au second tour en 2001).
- Olfa Laforce-Ben Abdennebi (conseillère municipale PS de Villeneuve-d'Ascq, canton de Villeneuve-d'Ascq-Sud dans le Nord) obtient 22,76 % au premier tour et se maintient au second tour dans une triangulaire face à une candidate divers gauche (32,7 % au premier tour) et au candidat du MoDem (17,33 % au premier tour) ; elle ne recueille que 28,2 % au second tour, la candidate divers gauche (colistière du nouveau maire ex-PS de Villeneuve-d'Ascq) est élue avec 45,22 % des voix.
- Bally Bagayoko (PCF, Saint-Denis-Nord-Est) recueille 40,09 % au premier tour, il est élu sans opposition au second tour à la suite du retrait de la candidate du PS (23,89 % au premier tour).
- Samia Jaber (MRC, Belfort-Sud) recueille 28,34 % au premier tour, elle l'emporte avec 60,30 % au second, face à la candidate de l'UMP (en 2001, Gilberte Marin-Moskovitz, également MRC, recueille 62,4 % au second tour face au candidat RPR Olivier Bouraoui[5]).

Enfin six candidats du PS d'origine non-européenne l'emportent dans des cantons précédemment détenus par des élus de droite.
Dans un canton « non sûr », la socialiste Najat Vallaud-Belkacem (canton de Lyon-XIII) est en ballottage favorable à l'issue du premier tour (42,97 % ; 52,21 % cumulés pour les candidats PS, PCF et Verts) face à l'UMP sortant Jean Flacher, qu'elle bat au second tour (58,52 %). Seuls trois autres candidats dans le Rhône se qualifient pour le second tour, mais en ballottage défavorable, tous trois ont été battus au second tour : Afifa Jakir (UMP, canton de Lyon-IV), Marcus Enyouma (PS, canton de Saint-Genis-Laval) et Sonia Benachour (UMP, canton de Vénissieux-Sud).
En Haute-Garonne, dans le canton d'Auterive détenu par la droite, la socialiste Cécile Ha-Minh-Tu (37,34 % au premier tour) partait en ballottage favorable (64,14 % cumulés pour les candidates PS et PCF au premier tour), elle a été élue au second tour avec 57,69 % des suffrages (l'élu sortant divers droite l'avait emporté avec 55,41 % au second tour en 2001). Dans le canton de Marseille-Notre-Dame-Limite, le socialiste Rebia Benarioua arrive en tête au premier tour (32,40 %) ; il se retrouve seul au second tour, à la suite du désistement du sortant communiste, arrivé deuxième (23,49 %) et seul à pouvoir se maintenir.
Dans le canton de Brest-Centre, le socialiste Reza Salami (d'origine iranienne) l'emporte avec 54,49 % au second tour contre Fortuné Pellicano (divers droite), dans un canton où le candidat UDF avait obtenu 59,92 % au second tour en 2001.
Sabrina Ghallal (PS) l'emporte quant à elle dans le canton de Reims-4 (Marne). Ismaïl Wane (PS) dans celui de Maurepas (Yvelines).
Enfin, il faut ajouter l'élection du socialiste Youri Mazou-Sacko, d'origine centrafricaine, élu le 20 octobre 2008 dans le canton de Sarcelles-Nord-Est pour remplacer François Pupponi, confronté au cumul de mandats.

## Résultats
| Partis politiques ou coalitions | Partis politiques ou coalitions                 | Votes (premier tour) | Votes (premier tour) | Votes (second tour) | Votes (second tour) |  |  |  |  |
| Partis politiques ou coalitions | Partis politiques ou coalitions                 | #                    | %                    | #                   | %                   |  |  |  |  |
|                                 | Parti socialiste (PS)                           | 3 572 789            | 26,74                | 2 415 348           | 35,11               |  |  |  |  |
|                                 | Parti communiste français (PCF)                 | 1 172 378            | 8,82                 | 387 397             | 5,63                |  |  |  |  |
|                                 | Divers gauche (DVG)                             | 898 717              | 6,72                 | 506 403             | 7,36                |  |  |  |  |
|                                 | Les Verts (VEC)                                 | 558 612              | 4,18                 | 106 789             | 1,55                |  |  |  |  |
|                                 | Parti radical de gauche (PRG)                   | 183 208              | 1,37                 | 100 861             | 1,47                |  |  |  |  |
|                                 | Gauche parlementaire                            | 6 385 704            | 47,77                | 3 516 798           | 51,12               |  |  |  |  |
|                                 |                                                 |                      |                      |                     |                     |  |  |  |  |
|                                 | Union pour un mouvement populaire (UMP)         | 3 158 400            | 23,57                | 1 843 500           | 26,80               |  |  |  |  |
|                                 | Divers droite (DVD)                             | 2 016 938            | 15,09                | 1 035 770           | 15,06               |  |  |  |  |
|                                 | Nouveau Centre (NC)                             | 265 318              | 1,99                 | 161 575             | 2,35                |  |  |  |  |
|                                 | Droite parlementaire                            | 5 440 656            | 40,71                | 3 040 845           | 44,21               |  |  |  |  |
|                                 |                                                 |                      |                      |                     |                     |  |  |  |  |
|                                 | Front national (FN)                             | 647 749              | 4,85                 | 11 232              | 0,16                |  |  |  |  |
|                                 | Mouvement démocrate (MoDem)                     | 590 519              | 4,42                 | 202 439             | 2,94                |  |  |  |  |
|                                 | Divers et sans étiquette                        | 129 925              | 0,97                 | 68 486              | 1,00                |  |  |  |  |
|                                 | Régionalistes, autonomistes et indépendantistes | 58 441               | 0,44                 | 14 785              | 0,21                |  |  |  |  |
|                                 | Extrême gauche                                  | 50 047               | 0,37                 | 7 825               | 0,11                |  |  |  |  |
|                                 | Écologistes                                     | 40 966               | 0,31                 | 17 466              | 0,25                |  |  |  |  |
|                                 | Extrême droite (EXD)                            | 19 918               | 0,15                 | -                   | -                   |  |  |  |  |
|                                 |                                                 |                      |                      |                     |                     |  |  |  |  |
| Inscrits                        | Inscrits                                        | 21 451 666           | 100,00               | 13 021 703          | 100,00              |  |  |  |  |
| Abstentions                     | Abstentions                                     | 7 530 399            | 35,11                | 5 801 457           | 44,55               |  |  |  |  |
| Votants                         | Votants                                         | 13 921 867           | 64,89                | 7 220 246           | 55,45               |  |  |  |  |
| Blancs et nuls                  | Blancs et nuls                                  | 557 342              | 2,60                 | 340 370             | 2,61                |  |  |  |  |
| Exprimés                        | Exprimés                                        | 13 364 525           | 97,40                | 6 879 876           | 97,39               |  |  |  |  |

### Détail
| Département | Département             | Conseil sortant                                                                   | Cantons renouvelables                                            | Nouveau Conseil                                                                  | Président (Parti)                 |
| ----------- | ----------------------- | --------------------------------------------------------------------------------- | ---------------------------------------------------------------- | -------------------------------------------------------------------------------- | --------------------------------- |
| 01          | Ain                     | (43 sièges) : 4 PS, 14 DVG, 1 SE, 5 DVD, 1 Rad-UMP, 18 UMP.                       | 21 : 2 PS, 5 DVG, 4 DVD, 1 Rad-UMP, 9 UMP.                       | (43 sièges) : 5 PS, 1 PRG, 17 DVG, 1 SE, 4 DVD, 15 UMP.                          | Rachel Mazuir (PS)                |
| 02          | Aisne                   | (42 sièges) : 4 PCF, 14 PS, 8 DVG, 4 DVD, 12 UMP.                                 | 21 : 3 PCF, 5 PS, 4 DVG, 1 DVD, 8 UMP.                           | (42 sièges) : 4 PCF, 15 PS, 9 DVG, 5 DVD, 9 UMP.                                 | Yves Daudigny (PS)                |
| 03          | Allier                  | (35 sièges) : 9 PCF, 6 PS, 3 DVG, 17 DVD.                                         | 17 : 4 PCF, 2 PRG, 10 DVD, 1 UMP.                                | (35 sièges) : 9 PCF, 7 PS, 1 PRG, 3 DVG, 17 DVD, 1 UMP.                          | Jean-Paul Dufregne (PCF)          |
| 04          | Alpes-de-Haute-Provence | (30 sièges) : 3 PCF, 12 PS, 1 MRC, 5 DVG, 3 DVD, 6 UMP.                           | 14 : 2 PCF, 4 PS, 2 DVG, 2 DVD, 4 UMP.                           | (30 sièges) : 2 PCF, 13 PS, 1 MRC, 6 DVG, 5 DVD, 3 UMP.                          | Jean-Louis Bianco (PS)            |
| 05          | Hautes-Alpes            | (30 sièges) : 6 PS, 1 PRG, 5 DVG, 3 SE, 9 DVD, 6 UMP.                             | 15 : 3 DVG, 2 SE, 8 DVD, 2 UMP.                                  | (30 sièges) : 8 PS, 1 PRG, 3 DVG, 5 SE, 5 DVD, 8 UMP.                            | Jean-Yves Dusserre (UMP)          |
| 06          | Alpes-Maritimes         | (52 sièges) : 4 PCF, 5 PS, 1 DVG, 42 UMP.                                         | 26 : 2 PCF, 1 PS, 2 DVD, 21 UMP.                                 | (52 sièges) : 3 PCF, 7 PS, 1 DVG, 1 SE, 2 DVD, 40 UMP.                           | Christian Estrosi (UMP)           |
| 07          | Ardèche                 | (33 sièges) : 1 PCF, 10 PS, 2 PRG, 5 DVG, 3 SE, 6 DVD, 6 UMP.                     | 17 : 1 PCF, 1 PS, 2 PRG, 3 DVG, 2 SE, 5 DVD, 3 UMP.              | (33 sièges) : 1 PCF, 12 PS, 2 PRG, 5 DVG, 3 SE, 5 DVD, 5 UMP.                    | Pascal Terrasse (PS)              |
| 08          | Ardennes                | (37 sièges) : 8 PS, 3 DVG, 11 DVD, 1 MoDem, 14 UMP.                               | 19 : 4 PS, 2 DVG, 5 DVD, 8 UMP.                                  | (37 sièges) : 9 PS, 3 DVG, 10 DVD, 1 MoDem, 14 UMP.                              | Benoît Huré (UMP)                 |
| 09          | Ariège                  | (22 sièges) : 19 PS, 1 DVD, 2 UMP.                                                | 11 : 9 PS, 1 DVD, 1 UMP.                                         | (22 sièges) : 18 PS, 1 DVG, 1 DVD, 2 UMP.                                        | Augustin Bonrepaux (PS)           |
| 10          | Aube                    | (33 sièges) : 2 PCF, 2 PS, 1 Verts, 11 DVD, 2 NC, 15 UMP.                         | 16 : 1 PS, 1 Verts, 6 DVD, 1 NC, 7 UMP.                          | (33 sièges) : 2 PCF, 2 PS, 1 Verts, 11 DVD, 2 NC, 15 UMP.                        | Philippe Adnot (MLM)              |
| 11          | Aude                    | (35 sièges) : 2 PCF, 28 PS, 1 DVG, 1 SE, 3 UMP.                                   | 17 : 1 PCF, 11 PS, 1 DVG, 1 SE, 3 UMP.                           | (35 sièges) : 2 PCF, 28 PS, 2 DVG, 1 SE, 2 UMP.                                  | Marcel Rainaud (PS)               |
| 12          | Aveyron                 | (46 sièges) : 7 PS, 1 PRG, 5 DVG, 11 DVD, 3 MoDem, 18 UMP, 1 MPF.                 | 24 : 3 PS, 2 DVG, 5 DVD, 3 MoDem, 10 UMP, 1 MPF.                 | (46 sièges) : 14 PS, 1 PRG, 4 DVG, 3 SE, 11 DVD, 1 MoDem, 12 UMP.                | Jean Puech (UMP)                  |
| 13          | Bouches-du-Rhône        | (57 sièges) : 8 PCF, 28 PS, 1 DVG, 1 DVD, 19 UMP.                                 | 28 : 6 PCF, 9 PS, 1 DVD, 12 UMP.                                 | (57 sièges) : 6 PCF, 31 PS, 2 DVG, 1 DVD, 17 UMP.                                | Jean-Noël Guérini (PS)            |
| 14          | Calvados                | (49 sièges) : 19 PS, 1 PRG, 3 SE, 19 DVD, 3 NC, 4 UMP.                            | 26 : 9 PS, 1 PRG, 2 SE, 11 DVD, 3 UMP.                           | (49 sièges) : 19 PS, 2 PRG, 2 SE, 19 DVD, 1 MoDem, 3 NC, 3 UMP.                  | Anne d'Ornano (UMP)               |
| 15          | Cantal                  | (27 sièges) : 5 PS, 1 PRG, 2 DVG, 5 DVD, 1 Rad-UMP, 13 UMP.                       | 13 : 3 PS, 1 PRG, 1 DVG, 2 DVD, 6 UMP.                           | (27 sièges) : 5 PS, 1 PRG, 2 DVG, 6 DVD, 1 Rad-UMP, 12 UMP.                      | Vincent Descœur (UMP)             |
| 16          | Charente                | (35 sièges) : 1 PCF, 13 PS, 6 DVG, 1 Verts, 10 DVD, 1 NC, 3 UMP.                  | 17 : 3 PS, 4 DVG, 1 Verts, 7 DVD, 2 UMP.                         | (35 sièges) : 1 PCF, 15 PS, 7 DVG, 9 DVD, 1 NC, 2 UMP.                           | Michel Boutant (PS)               |
| 17          | Charente-Maritime       | (51 sièges) : 15 PS, 9 PRG, 1 Verts, 3 SE, 5 DVD, 18 UMP.                         | 25 : 7 PS, 4 PRG, 4 DVD, 10 UMP.                                 | (51 sièges) : 15 PS, 7 PRG, 1 Verts, 8 SE, 5 DVD, 15 UMP.                        | Dominique Bussereau (UMP)         |
| 18          | Cher                    | (35 sièges) : 8 PCF, 7 PS, 3 DVG, 10 DVD, 7 UMP.                                  | 18 : 5 PCF, 1 PS, 1 DVG, 6 DVD, 5 UMP.                           | (35 sièges) : 7 PCF, 10 PS, 3 DVG, 1 SE, 6 DVD, 8 UMP.                           | Alain Rafesthain (PS)             |
| 19          | Corrèze                 | (37 sièges) : 2 PCF, 13 PS, 1 DVG, 3 DVD, 18 UMP.                                 | 18 : 2 PCF, 4 PS, 2 DVD, 10 UMP.                                 | (37 sièges) : 2 PCF, 15 PS, 2 DVG, 2 DVD, 16 UMP.                                | François Hollande (PS)            |
| 2A          | Corse-du-Sud            | (22 sièges) : 7 DVG, 1 SE, 8 DVD, 6 UMP.                                          | 11 : 4 DVG, 1 SE, 2 DVD, 4 UMP.                                  | (22 sièges) : 6 DVG, 1 REG, 7 DVD, 8 UMP.                                        | Jean-Jacques Panunzi (UMP)        |
| 2B          | Haute-Corse             | (30 sièges) : 2 PS, 7 PRG, 7 DVG, 4 SE, 2 DVD, 1 MoDem, 7 UMP.                    | 16 : 5 PRG, 4 DVG, 1 SE, 2 DVD, 1 MoDem, 3 UMP.                  | (30 sièges) : 3 PS, 7 PRG, 7 DVG, 4 SE, 2 DVD, 1 MoDem, 6 UMP.                   | Paul Giacobbi (PRG)               |
| 21          | Côte-d'Or               | (43 sièges) : 11 PS, 2 PRG, 7 DVG, 1 SE, 4 DVD, 2 NC, 16 UMP.                     | 22 : 5 PS, 1 PRG, 4 DVG, 4 DVD, 8 UMP.                           | (43 sièges) : 12 PS, 2 PRG, 6 DVG, 2 SE, 3 DVD, 1 MoDem, 2 NC, 15 UMP.           | François Sauvadet (NC)            |
| 22          | Côtes-d'Armor           | (52 sièges) : 5 PCF, 30 PS, 4 DVG, 2 SE, 3 DVD, 3 MoDem, 5 UMP.                   | 26 : 3 PCF, 11 PS, 2 DVG, 1 SE, 3 DVD, 1 MoDem, 5 UMP.           | (52 sièges) : 4 PCF, 32 PS, 4 DVG, 2 SE, 3 DVD, 2 MoDem, 5 UMP.                  | Claudy Lebreton (PS)              |
| 23          | Creuse                  | (27 sièges) : 1 PCF, 13 PS, 1 PRG, 4 DVG, 2 DVD, 6 UMP.                           | 14 : 1 PCF, 6 PS, 3 DVG, 2 DVD, 2 UMP.                           | (27 sièges) : 1 PCF, 13 PS, 1 PRG, 4 DVG, 8 UMP.                                 | Jean-Jacques Lozach (PS)          |
| 24          | Dordogne                | (50 sièges) : 6 PCF, 26 PS, 4 DVG, 2 DVD, 1 MoDem, 11 UMP.                        | 24 : 2 PCF, 9 PS, 3 DVG, 2 DVD, 1 MoDem, 7 UMP.                  | (50 sièges) : 5 PCF, 31 PS, 4 DVG, 1 MoDem, 9 UMP.                               | Bernard Cazeau (PS)               |
| 25          | Doubs                   | (35 sièges) : 16 PS, 3 DVG, 5 DVD, 2 Rad-UMP, 9 UMP.                              | 17 : 9 PS, 1 DVG, 2 DVD, 5 UMP.                                  | (35 sièges) : 16 PS, 3 DVG, 1 Verts, 5 DVD, 2 Rad-UMP, 8 UMP.                    | Claude Jeannerot (PS)             |
| 26          | Drôme                   | (36 sièges) : 1 PCF, 17 PS, 1 PRG, 1 DVG, 8 DVD, 8 UMP.                           | 18 : 4 PS, 1 PRG, 2 DVG, 5 DVD, 6 UMP.                           | (36 sièges) : 1 PCF, 20 PS, 1 PRG, 1 DVG, 1 Verts, 1 SE, 6 DVD, 5 UMP.           | Didier Guillaume (PS)             |
| 27          | Eure                    | (43 sièges) : 4 PCF, 16 PS, 2 PRG, 3 DVG, 3 DVD, 1 MoDem, 1 Rad-UMP, 4 NC, 9 UMP. | 21 : 3 PCF, 6 PS, 1 PRG, 2 DVG, 1 DVD, 1 Rad-UMP, 1 NC, 6 UMP.   | (43 sièges) : 4 PCF, 18 PS, 1 PRG, 2 DVG, 3 DVD, 1 MoDem, 5 NC, 9 UMP.           | Jean-Louis Destans (PS)           |
| 28          | Eure-et-Loir            | (29 sièges) : 7 PS, 1 PRG, 3 DVG, 2 SE, 2 DVD, 1 MoDem, 2 NC, 11 UMP.             | 15 : 3 PS, 1 DVG, 1 SE, 1 DVD, 2 NC, 7 UMP.                      | (29 sièges) : 7 PS, 1 PRG, 2 DVG, 2 SE, 3 DVD, 1 MoDem, 2 NC, 11 UMP.            | Albéric de Montgolfier (UMP)      |
| 29          | Finistère               | (54 sièges) : 31 PS, 4 DVG, 4 DVD, 1 MoDem, 14 UMP.                               | 26 : 10 PS, 1 DVG, 4 DVD, 1 MoDem, 10 UMP.                       | (54 sièges) : 37 PS, 3 DVG, 3 DVD, 1 MoDem, 10 UMP.                              | Pierre Maille (PS)                |
| 30          | Gard                    | (46 sièges) : 9 PCF, 17 PS, 1 DVG, 7 SE, 1 DVD, 1 Rad-UMP, 10 UMP.                | 23 : 4 PCF, 5 PS, 1 DVG, 4 SE, 1 DVD, 8 UMP.                     | (46 sièges) : 9 PCF, 18 PS, 2 DVG, 5 SE, 3 DVD, 1 Rad-UMP, 1 NC, 7 UMP.          | Damien Alary (PS)                 |
| 31          | Haute-Garonne           | (53 sièges) : 1 PCF, 41 PS, 1 PRG, 1 DVG, 1 SE, 2 DVD, 1 NC, 5 UMP.               | 26 : 19 PS, 1 DVD, 1 NC, 5 UMP.                                  | (53 sièges) : 1 PCF, 44 PS, 1 PRG, 1 DVG, 1 SE, 2 DVD, 3 UMP.                    | Pierre Izard (PS)                 |
| 32          | Gers                    | (31 sièges) : 2 PCF, 17 PS, 2 DVG, 6 DVD, 4 UMP.                                  | 15 : 1 PCF, 10 PS, 1 DVG, 1 DVD, 2 UMP.                          | (31 sièges) : 2 PCF, 17 PS, 2 DVG, 6 DVD, 4 UMP.                                 | Philippe Martin (PS)              |
| 33          | Gironde                 | (63 sièges) : 3 PCF, 42 PS, 1 CPNT, 17 UMP.                                       | 32 : 1 PCF, 18 PS, 1 CPNT, 12 UMP.                               | (63 sièges) : 3 PCF, 45 PS, 1 CPNT, 1 DVD, 1 MoDem, 12 UMP.                      | Philippe Madrelle (PS)            |
| 34          | Hérault                 | (49 sièges) : 4 PCF, 33 PS, 2 DVG, 1 Verts, 1 CPNT, 3 SE, 1 DVD, 4 UMP.           | 23 : 2 PCF, 14 PS, 2 DVG, 1 CPNT, 1 SE, 1 DVD, 2 UMP.            | (49 sièges) : 3 PCF, 32 PS, 2 DVG, 1 Verts, 1 CPNT, 3 SE, 1 DVD, 1 NC, 5 UMP.    | André Vezinhet (PS)               |
| 35          | Ille-et-Vilaine         | (53 sièges) : 26 PS, 3 PRG, 17 DVD, 7 UMP.                                        | 26 : 9 PS, 2 PRG, 10 DVD, 5 UMP.                                 | (53 sièges) : 25 PS, 3 PRG, 5 DVG, 15 DVD, 1 MoDem, 4 UMP.                       | Jean-Louis Tourenne (PS)          |
| 36          | Indre                   | (26 sièges) : 1 PCF, 6 PS, 1 SE, 14 DVD, 4 UMP.                                   | 13 : 1 PCF, 3 PS, 6 DVD, 3 UMP.                                  | (26 sièges) : 7 PS, 1 SE, 14 DVD, 4 UMP.                                         | Louis Pinton (UMP)                |
| 37          | Indre-et-Loire          | (37 sièges) : 1 PCF, 15 PS, 2 DVG, 11 DVD, 1 MoDem, 3 NC, 4 UMP.                  | 18 : 1 PCF, 3 PS, 2 DVG, 4 DVD, 1 MoDem, 3 NC, 4 UMP.            | (37 sièges) : 1 PCF, 18 PS, 3 DVG, 11 DVD, 2 NC, 2 UMP.                          | Claude Roiron (PS)                |
| 38          | Isère                   | (58 sièges) : 8 PCF, 22 PS, 3 Verts, 4 SE, 7 DVD, 14 UMP.                         | 30 : 4 PCF, 9 PS, 2 Verts, 3 SE, 6 DVD, 6 UMP.                   | (58 sièges) : 7 PCF, 27 PS, 3 Verts, 2 SE, 8 DVD, 11 UMP.                        | André Vallini (PS)                |
| 39          | Jura                    | (34 sièges) : 2 PCF, 6 PS, 5 DVG, 8 DVD, 1 Rad-UMP, 12 UMP.                       | 17 : 2 PCF, 1 PS, 2 DVG, 5 DVD, 7 UMP.                           | (34 sièges) : 3 PCF, 8 PS, 5 DVG, 1 SE, 4 DVD, 1 Rad-UMP, 12 UMP.                | Jean Raquin (DVD)                 |
| 40          | Landes                  | (30 sièges) : 2 PCF, 26 PS, 1 NC, 1 UMP.                                          | 15 : 2 PCF, 12 PS, 1 NC.                                         | (30 sièges) : 2 PCF, 24 PS, 1 NC, 3 UMP.                                         | Henri Emmanuelli (PS)             |
| 41          | Loir-et-Cher            | (30 sièges) : 10 PS, 14 DVD, 1 MoDem, 2 NC, 3 UMP.                                | 15 : 4 PS, 5 DVD, 1 MoDem, 2 NC, 3 UMP.                          | (30 sièges) : 10 PS, 1 DVG, 13 DVD, 2 MoDem, 2 NC, 2 UMP.                        | Maurice Leroy (NC)                |
| 42          | Loire                   | (40 sièges) : 4 PCF, 11 PS, 3 SE, 1 MoDem, 1 NC, 20 UMP.                          | 19 : 4 PCF, 2 PS, 1 DVG, 1 SE, 1 MoDem, 10 UMP.                  | (40 sièges) : 3 PCF, 12 PS, 2 DVG, 3 SE, 1 DVD, 2 MoDem, 1 NC, 17 UMP.           | Bernard Bonne (UMP)               |
| 43          | Haute-Loire             | (35 sièges) : 7 PS, 1 DVG, 1 Verts, 5 SE, 15 DVD, 6 UMP.                          | 19 : 3 PS, 1 Verts, 4 SE, 8 DVD, 3 UMP.                          | (35 sièges) : 6 PS, 1 DVG, 4 SE, 19 DVD, 5 UMP.                                  | Gérard Roche (UMP)                |
| 44          | Loire-Atlantique        | (59 sièges) : 1 PCF, 27 PS, 7 DVG, 2 SE, 6 DVD, 4 MoDem, 12 UMP.                  | 30 : 1 PCF, 9 PS, 4 DVG, 1 SE, 4 DVD, 3 MoDem, 8 UMP.            | (59 sièges) : 1 PCF, 27 PS, 10 DVG, 1 Verts, 3 SE, 5 DVD, 2 MoDem, 10 UMP.       | Patrick Mareschal (PS)            |
| 45          | Loiret                  | (41 sièges) : 2 PCF, 7 PS, 1 SE, 6 DVD, 1 MoDem, 3 Rad-UMP, 21 UMP.               | 21 : 1 PCF, 3 PS, 1 SE, 3 DVD, 1 MoDem, 1 Rad-UMP, 11 UMP.       | (41 sièges) : 3 PCF, 8 PS, 1 Verts, 2 SE, 4 DVD, 1 MoDem, 2 Rad-UMP, 20 UMP.     | Éric Doligé (UMP)                 |
| 46          | Lot                     | (31 sièges) : 18 PS, 10 PRG, 3 SE.                                                | 15 : 8 PS, 5 PRG, 2 SE.                                          | (31 sièges) : 17 PS, 9 PRG, 1 DVG, 2 SE, 1 DVD, 1 UMP.                           | Gérard Miquel (PS)                |
| 47          | Lot-et-Garonne          | (40 sièges) : 1 PCF, 14 PS, 5 DVG, 1 CPNT, 8 DVD, 11 UMP.                         | 20 : 4 PS, 1 DVG, 1 CPNT, 7 DVD, 7 UMP.                          | (40 sièges) : 1 PCF, 18 PS, 6 DVG, 5 DVD, 10 UMP.                                | Pierre Camani (PS)                |
| 48          | Lozère                  | (25 sièges) : 1 PCF, 4 PS, 2 PRG, 1 SE, 8 DVD, 2 MoDem, 1 NC, 6 UMP.              | 13 : 2 PS, 2 PRG, 1 SE, 3 DVD, 1 NC, 4 UMP.                      | (25 sièges) : 1 PCF, 4 PS, 2 PRG, 1 DVG, 9 DVD, 2 MoDem, 1 NC, 5 UMP.            | Jean-Paul Pourquier (UMP)         |
| 49          | Maine-et-Loire          | (41 sièges) : 11 PS, 1 PRG, 3 DVG, 1 SE, 20 DVD, 5 UMP.                           | 21 : 3 PS, 2 DVG, 1 SE, 9 DVD, 6 UMP.                            | (41 sièges) : 12 PS, 1 PRG, 1 DVG, 3 SE, 19 DVD, 5 UMP.                          | Christophe Béchu (UMP)            |
| 50          | Manche                  | (52 sièges) : 8 PS, 5 DVG, 12 SE, 10 DVD, 2 MoDem, 15 UMP.                        | 26 : 2 PS, 2 DVG, 10 SE, 5 DVD, 1 MoDem, 6 UMP.                  | (52 sièges) : 11 PS, 4 DVG, 14 SE, 10 DVD, 2 MoDem, 11 UMP.                      | Jean-François Le Grand (UMP)      |
| 51          | Marne                   | (44 sièges) : 1 PCF, 14 PS, 5 DVD, 2 MoDem, 3 NC, 19 UMP.                         | 22 : 1 PCF, 6 PS, 2 DVD, 3 MoDem, 2 NC, 8 UMP.                   | (44 sièges) : 16 PS, 1 DVE, 5 DVD, 2 NC, 20 UMP.                                 | René-Paul Savary (UMP)            |
| 52          | Haute-Marne             | (32 sièges) : 2 PCF, 2 PS, 1 PRG, 1 DVG, 1 SE, 15 DVD, 10 UMP.                    | 16 : 1 PCF, 1 PS, 1 SE, 9 DVD, 4 UMP.                            | (32 sièges) : 2 PCF, 2 PS, 1 PRG, 2 DVG, 13 DVD, 1 MoDem, 11 UMP.                | Bruno Sido (UMP)                  |
| 53          | Mayenne                 | (32 sièges) : 4 PS, 3 DVG, 1 Verts, 14 DVD, 5 MoDem, 5 UMP.                       | 15 : 2 DVG, 6 DVD, 2 MoDem, 5 UMP.                               | (32 sièges) : 4 PS, 3 DVG, 1 Verts, 2 SE, 13 DVD, 4 MoDem, 5 UMP.                | Jean Arthuis (UDF - MoDem)        |
| 54          | Meurthe-et-Moselle      | (44 sièges) : 7 PCF, 17 PS, 4 DVG, 4 DVD, 1 MoDem, 2 Rad-UMP, 1 NC, 8 UMP.        | 22 : 2 PCF, 5 PS, 4 DVG, 2 DVD, 1 MoDem, 1 Rad-UMP, 1 NC, 6 UMP. | (44 sièges) : 8 PCF, 20 PS, 4 DVG, 4 DVD, 1 MoDem, 1 Rad-UMP, 6 UMP.             | Michel Dinet (PS)                 |
| 55          | Meuse                   | (31 sièges) : 1 PCF, 5 PS, 1 DVG, 8 SE, 7 DVD, 9 UMP.                             | 16 : 1 PCF, 2 PS, 1 DVG, 4 SE, 3 DVD, 5 UMP.                     | (31 sièges) : 1 PCF, 9 PS, 1 DVG, 6 SE, 9 DVD, 5 UMP.                            | Christian Namy (DVD)              |
| 56          | Morbihan                | (42 sièges) : 2 PCF, 9 PS, 4 DVG, 12 DVD, 1 MoDem, 14 UMP.                        | 21 : 1 PCF, 4 PS, 2 DVG, 11 DVD, 3 UMP.                          | (42 sièges) : 2 PCF, 11 PS, 4 DVG, 1 SE, 8 DVD, 1 MoDem, 15 UMP.                 | Joseph-François Kerguéris (UDF)   |
| 57          | Moselle                 | (51 sièges) : 15 PS, 2 DVG, 10 SE, 2 DVD, 1 MoDem, 21 UMP.                        | 25 : 4 PS, 1 DVG, 3 SE, 2 DVD, 1 MoDem, 14 UMP.                  | (51 sièges) : 18 PS, 2 DVG, 12 SE, 1 DVD, 1 MoDem, 17 UMP.                       | Philippe Leroy (UMP)              |
| 58          | Nièvre                  | (32 sièges) : 1 PCF, 19 PS, 3 DVG, 2 DVD, 7 UMP.                                  | 16 : 1 PCF, 8 PS, 1 DVG, 2 DVD, 4 UMP.                           | (32 sièges) : 1 PCF, 19 PS, 3 DVG, 3 DVD, 6 UMP.                                 | Marcel Charmant (PS)              |
| 59          | Nord                    | (79 sièges) : 10 PCF, 43 PS, 10 DVD, 4 MoDem, 12 UMP.                             | 41 : 5 PCF, 13 PS, 10 DVD, 4 MoDem, 9 UMP.                       | (79 sièges) : 12 PCF, 45 PS, 1 DVG, 7 DVD, 2 MoDem, 1 NC, 11 UMP.                | Bernard Derosier (PS)             |
| 60          | Oise                    | (41 sièges) : 3 PCF, 18 PS, 20 UMP.                                               | 21 : 1 PCF, 10 PS, 10 UMP.                                       | (41 sièges) : 3 PCF, 18 PS, 1 PRG, 1 DVG, 1 SE, 17 UMP.                          | Yves Rome (PS)                    |
| 61          | Orne                    | (40 sièges) : 3 PS, 2 DVG, 5 SE, 15 DVD, 15 UMP.                                  | 20 : 2 PS, 2 SE, 10 DVD, 6 UMP.                                  | (40 sièges) : 5 PS, 2 DVG, 3 SE, 17 DVD, 1 MoDem, 12 UMP.                        | Alain Lambert (UMP)               |
| 62          | Pas-de-Calais           | (77 sièges) : 10 PCF, 46 PS, 3 SE, 7 DVD, 2 MoDem, 9 UMP.                         | 39 : 5 PCF, 20 PS, 3 SE, 5 DVD, 1 MoDem, 5 UMP.                  | (77 sièges) : 10 PCF, 50 PS, 1 MRC, 1 DVG, 1 SE, 6 DVD, 2 MoDem, 6 UMP.          | Dominique Dupilet (PS)            |
| 63          | Puy-de-Dôme             | (61 sièges) : 3 EXG, 2 PCF, 36 PS, 1 PRG, 4 DVG, 3 DVD, 12 UMP.                   | 31 : 1 PCF, 17 PS, 2 DVG, 3 DVD, 8 UMP.                          | (61 sièges) : 3 EXG, 1 PCF, 37 PS, 1 PRG, 6 DVG, 1 SE, 4 DVD, 8 UMP.             | Jean-Yves Gouttebel (PS)          |
| 64          | Pyrénées-Atlantiques    | (52 sièges) : 21 PS, 1 DVG, 1 REG, 14 DVD, 7 MoDem, 8 UMP.                        | 26 : 4 PS, 1 DVG, 1 REG, 7 DVD, 7 MoDem, 6 UMP.                  | (52 sièges) : 25 PS, 1 DVG, 1 REG, 18 DVD, 1 MoDem, 6 UMP.                       | Jean Castaings (UMP)              |
| 65          | Hautes-Pyrénées         | (34 sièges) : 15 PS, 12 PRG, 1 SE, 2 DVD, 1 MoDem, 3 UMP.                         | 17 : 5 PS, 6 PRG, 1 SE, 2 DVD, 1 MoDem, 2 UMP.                   | (34 sièges) : 16 PS, 13 PRG, 1 DVG, 1 DVD, 1 MoDem, 2 UMP.                       | Josette Durrieu (PS)              |
| 66          | Pyrénées-Orientales     | (31 sièges) : 4 PCF, 14 PS, 2 SE, 1 DVD, 10 UMP.                                  | 15 : 2 PCF, 7 PS, 6 UMP.                                         | (31 sièges) : 3 PCF, 16 PS, 2 SE, 2 DVD, 8 UMP.                                  | Christian Bourquin (PS)           |
| 67          | Bas-Rhin                | (44 sièges) : 6 PS, 1 DVE, 1 SE, 1 DVD, 2 MoDem, 33 UMP.                          | 22 : 3 PS, 1 DVD, 1 MoDem, 17 UMP.                               | (44 sièges) : 7 PS, 1 DVE, 2 SE, 1 DVD, 3 MoDem, 30 UMP.                         | Guy-Dominique Kennel (UMP)        |
| 68          | Haut-Rhin               | (31 sièges) : 6 PS, 3 Verts, 11 DVD, 10 UMP, 1 EXD.                               | 17 : 5 PS, 1 DVG, 1 Verts, 8 DVD, 2 UMP.                         | (31 sièges) : 6 PS, 2 DVG, 3 Verts, 9 DVD, 11 UMP, 1 EXD.                        | Charles Buttner (UMP)             |
| 69          | Rhône                   | (54 sièges) : 3 PCF, 19 PS, 1 Verts, 20 DVD, 1 NC, 10 UMP.                        | 28 : 2 PCF, 6 PS, 1 Verts, 13 DVD, 1 NC, 5 UMP.                  | (54 sièges) : 3 PCF, 20 PS, 1 DVG, 1 Verts, 15 DVD, 2 NC, 12 UMP.                | Michel Mercier (UDF)              |
| 70          | Haute-Saône             | (32 sièges) : 11 PS, 1 MRC, 3 PRG, 7 DVG, 10 UMP.                                 | 16 : 3 PS, 1 MRC, 2 PRG, 3 DVG, 7 UMP.                           | (32 sièges) : 12 PS, 1 MRC, 2 PRG, 9 DVG, 1 MoDem, 7 UMP.                        | Yves Krattinger (PS)              |
| 71          | Saône-et-Loire          | (57 sièges) : 1 PCF, 24 PS, 1 MRC, 3 PRG, 3 DVG, 4 DVD, 21 UMP.                   | 29 : 1 PCF, 8 PS, 1 MRC, 1 PRG, 2 DVG, 16 UMP.                   | (57 sièges) : 1 PCF, 31 PS, 3 PRG, 3 DVG, 1 SE, 6 DVD, 12 UMP.                   | Arnaud Montebourg (PS)            |
| 72          | Sarthe                  | (40 sièges) : 2 PCF, 9 PS, 1 PRG, 4 DVG, 5 DVD, 18 UMP, 1 MPF.                    | 21 : 5 PS, 1 PRG, 2 DVG, 3 DVD, 9 UMP, 1 MPF.                    | (40 sièges) : 2 PCF, 12 PS, 1 PRG, 2 DVG, 5 DVD, 18 UMP.                         | Roland du Luart (UMP)             |
| 73          | Savoie                  | (37 sièges) : 1 PCF, 12 PS, 1 DVG, 1 DIV, 10 DVD, 2 MoDem, 10 UMP.                | 18 : 1 PCF, 3 PS, 1 DVG, 6 DVD, 1 MoDem, 6 UMP.                  | (37 sièges) : 1 PCF, 12 PS, 1 DVG, 1 Verts, 1 SE, 1 DIV, 8 DVD, 2 MoDem, 10 UMP. | Hervé Gaymard (UMP)               |
| 74          | Haute-Savoie            | (34 sièges) : 2 PS, 3 DVG, 19 DVD, 1 Rad-UMP, 1 NC, 8 UMP.                        | 17 : 1 PS, 1 DVG, 8 DVD, 1 Rad-UMP, 1 NC, 5 UMP.                 | (34 sièges) : 2 PS, 3 DVG, 21 DVD, 1 NC, 7 UMP.                                  | Christian Monteil (DVD)           |
| 76          | Seine-Maritime          | (69 sièges) : 9 PCF, 25 PS, 6 DVG, 11 DVD, 2 Rad-UMP, 16 UMP.                     | 35 : 6 PCF, 7 PS, 3 DVG, 5 DVD, 2 Rad-UMP, 12 UMP.               | (69 sièges) : 8 PCF, 30 PS, 5 DVG, 9 DVD, 1 Rad-UMP, 16 UMP.                     | Didier Marie (PS)                 |
| 77          | Seine-et-Marne          | (43 sièges) : 2 PCF, 16 PS, 1 MRC, 1 DVG, 1 Verts, 3 DVD, 1 MoDem, 18 UMP.        | 20 : 1 PCF, 5 PS, 1 MRC, 1 DVG, 1 DVD, 11 UMP.                   | (43 sièges) : 2 PCF, 18 PS, 1 DVG, 1 Verts, 2 DVD, 1 MoDem, 18 UMP.              | Vincent Eblé (PS)                 |
| 78          | Yvelines                | (39 sièges) : 2 PCF, 7 PS, 30 UMP.                                                | 19 : 1 PCF, 3 PS, 1 SE, 2 DVD, 1 NC, 11 UMP.                     | (39 sièges) : 1 PCF, 9 PS, 1 SE, 3 DVD, 25 UMP.                                  | Pierre Bédier (UMP)               |
| 79          | Deux-Sèvres             | (33 sièges) : 12 PS, 1 DVG, 1 Verts, 1 SE, 12 DVD, 6 UMP.                         | 17 : 3 PS, 1 DVG, 1 Verts, 2 SE, 8 DVD, 2 UMP.                   | (33 sièges) : 14 PS, 3 DVG, 1 SE, 9 DVD, 6 UMP.                                  | Éric Gautier (PS)                 |
| 80          | Somme                   | (46 sièges) : 6 PCF, 13 PS, 1 PRG, 1 DVG, 1 Verts, 1 SE, 10 DVD, 5 NC, 8 UMP.     | 23 : 3 PCF, 4 PS, 1 SE, 8 DVD, 3 NC, 4 UMP.                      | (46 sièges) : 7 PCF, 16 PS, 1 PRG, 1 DVG, 1 Verts, 2 SE, 6 DVD, 4 NC, 8 UMP.     | Christian Manable (PS)            |
| 81          | Tarn                    | (46 sièges) : 2 PCF, 16 PS, 1 PRG, 7 DVG, 2 SE, 7 DVD, 1 MoDem, 1 NC, 9 UMP.      | 23 : 1 PCF, 8 PS, 2 DVG, 1 SE, 2 DVD, 1 MoDem, 1 NC, 7 UMP.      | (46 sièges) : 2 PCF, 18 PS, 1 PRG, 9 DVG, 2 SE, 6 DVD, 1 MoDem, 7 UMP.           | Thierry Carcenac (PS)             |
| 82          | Tarn-et-Garonne         | (30 sièges) : 8 PS, 11 PRG, 6 SE, 1 MoDem, 4 UMP.                                 | 16 : 4 PS, 5 PRG, 4 SE, 1 MoDem, 2 UMP.                          | (30 sièges) : 9 PS, 12 PRG, 1 DVG, 5 SE, 3 UMP.                                  | Jean-Michel Baylet (PRG)          |
| 83          | Var                     | (43 sièges) : 2 PCF, 8 PS, 1 DVG, 7 DVD, 1 MoDem, 24 UMP.                         | 21 : 1 PCF, 2 PS, 1 DVG, 4 DVD, 13 UMP.                          | (43 sièges) : 1 PCF, 10 PS, 1 DVG, 1 SE, 6 DVD, 1 MoDem, 23 UMP.                 | Horace Lanfranchi (UMP)           |
| 84          | Vaucluse                | (24 sièges) : 1 PCF, 10 PS, 2 DVG, 9 UMP, 2 MPF.                                  | 12 : 4 PS, 7 UMP, 1 MPF.                                         | (24 sièges) : 1 PCF, 11 PS, 2 DVG, 8 UMP, 2 MPF.                                 | Claude Haut (PS)                  |
| 85          | Vendée                  | (31 sièges) : 2 PS, 1 DVG, 22 DVD, 2 UMP, 4 MPF.                                  | 15 : 1 DVG, 10 DVD, 1 UMP, 3 MPF.                                | (31 sièges) : 3 PS, 1 DVG, 20 DVD, 2 UMP, 5 MPF.                                 | Philippe de Villiers (MPF)        |
| 86          | Vienne                  | (38 sièges) : 1 PCF, 15 PS, 14 DVD, 1 NC, 7 UMP.                                  | 19 : 1 PCF, 7 PS, 6 DVD, 1 NC, 4 UMP.                            | (38 sièges) : 1 PCF, 17 PS, 13 DVD, 1 NC, 6 UMP.                                 | Claude Bertaud (UMP)              |
| 87          | Haute-Vienne            | (42 sièges) : 2 PCF, 25 PS, 1 MRC, 8 DVG, 1 SE, 2 DVD, 3 UMP.                     | 21 : 2 PCF, 12 PS, 1 MRC, 3 DVG, 1 SE, 1 DVD, 1 UMP.             | (42 sièges) : 4 PCF, 25 PS, 7 DVG, 1 SE, 2 DVD, 3 UMP.                           | Marie-Françoise Pérol-Dumont (PS) |
| 88          | Vosges                  | (31 sièges) : 10 PS, 1 DVG, 1 SE, 17 DVD, 2 UMP.                                  | 16 : 2 PS, 1 DVG, 1 SE, 10 DVD, 2 UMP.                           | (31 sièges) : 11 PS, 1 DVG, 1 SE, 16 DVD, 2 UMP.                                 | Christian Poncelet (UMP)          |
| 89          | Yonne                   | (42 sièges) : 2 PCF, 5 PS, 1 DVG, 1 Verts, 2 SE, 7 DVD, 24 UMP.                   | 20 : 1 PCF, 1 DVG, 1 SE, 5 DVD, 12 UMP.                          | (42 sièges) : 2 PCF, 7 PS, 1 DVG, 1 Verts, 3 SE, 6 DVD, 22 UMP.                  | Henri de Raincourt (UMP)          |
| 90          | Territoire de Belfort   | (15 sièges) : 6 PS, 5 MRC, 1 DVD, 3 UMP.                                          | 7 : 2 PS, 3 MRC, 2 UMP.                                          | (15 sièges) : 7 PS, 3 MRC, 2 DVD, 3 UMP.                                         | Yves Ackermann (PS)               |
| 91          | Essonne                 | (42 sièges) : 3 PCF, 17 PS, 3 DVG, 1 SE, 4 DVD, 14 UMP.                           | 21 : 6 PS, 1 DVG, 1 Verts, 5 DVD, 8 UMP.                         | (42 sièges) : 3 PCF, 20 PS, 3 DVG, 1 SE, 3 DVD, 13 UMP.                          | Michel Berson (PS)                |
| 92          | Hauts-de-Seine          | (45 sièges) : 8 PCF, 6 PS, 1 Verts, 1 SE, 1 DVD, 5 NC, 23 UMP.                    | 23 : 5 PCF, 2 PS, 1 Verts, 1 DVD, 1 NC, 13 UMP.                  | (45 sièges) : 8 PCF, 6 PS, 1 Verts, 1 SE, 6 NC, 23 UMP.                          | Patrick Devedjian (UMP)           |
| 93          | Seine-Saint-Denis       | (40 sièges) : 14 PCF, 13 PS, 3 DVG, 1 NC, 9 UMP.                                  | 20 : 10 PCF, 4 PS, 2 DVG, 1 NC, 3 UMP.                           | (40 sièges) : 13 PCF, 16 PS, 1 DVG, 1 NC, 9 UMP.                                 | Claude Bartolone (PS)             |
| 94          | Val-de-Marne            | (49 sièges) : 16 PCF, 8 PS, 1 DVG, 1 SE, 2 DVD, 1 MoDem, 20 UMP.                  | 24 : 6 PCF, 3 PS, 1 SE, 2 DVD, 1 MoDem, 11 UMP.                  | (49 sièges) : 17 PCF, 10 PS, 1 MRC, 3 DVG, 18 UMP.                               | Christian Favier (PCF)            |
| 95          | Val-d'Oise              | (39 sièges) : 1 PCF, 14 PS, 2 DVG, 7 DVD, 1 MoDem, 14 UMP.                        | 20 : 1 PCF, 2 PS, 2 DVG, 4 DVD, 1 MoDem, 10 UMP.                 | (39 sièges) : 1 PCF, 17 PS, 2 DVG, 7 DVD, 12 UMP.                                | Didier Arnal (PS)                 |
| 971         | Guadeloupe              | (43 sièges) : 12 PS, 19 DVG, 1 SE, 7 DVD, 4 UMP.                                  | 21 : 5 PS, 8 DVG, 5 DVD, 3 UMP.                                  | (43 sièges) : 10 PS, 22 DVG, 2 SE, 7 DVD, 2 UMP.                                 | Jacques Gillot (GUSR)             |
| 972         | Martinique              | (45 sièges) : 2 PS, 22 DVG, 4 REG, 1 SE, 5 DVD, 4 UMP, 5 PPM, 2 MIM.              | 22 : 10 DVG, 2 REG, 1 SE, 4 DVD, 2 UMP, 2 PPM, 1 MIM.            | (45 sièges) : 2 PS, 21 DVG, 3 REG, 4 DVD, 3 UMP, 10 PPM, 2 MIM.                  | Claude Lise (RDM)                 |
| 973         | Guyane                  | (19 sièges) : 3 PS, 8 DVG, 1 SE, 4 DVD, 3 UMP.                                    | 10 : 3 DVG, 1 SE, 3 DVD, 1 UMP, 2 PSG.                           | (19 sièges) : 3 PS, 1 PRG, 7 DVG, 3 SE, 3 DVD, 3 UMP, 1 PSG.                     | Alain Tien-Liong (DVG)            |
| 974         | La Réunion              | (49 sièges) : 6 PS, 3 DVG, 12 DVD, 1 MoDem, 19 UMP, 8 PCR.                        | 24 : 1 PS, 2 DVG, 5 DVD, 15 UMP, 1 PCR.                          | (49 sièges) : 10 PS, 3 DVG, 10 DVD, 3 MoDem, 15 UMP, 8 PCR.                      | Nassimah Dindar (UMP)             |

| | |
| --- | --- |
| - Participation au premier tour : - Inscrits : 21 451 666 - Votants : 13 921 867 (64,89 %) - Abstentions : 7 530 399 (35,11 %) - Bulletins blancs et nuls : 557 342 (2,60 %) | - Participation au second tour : - Inscrits : 13 021 703 - Votants : 7 220 246 (55,45 %) - Abstentions : 5 801 457 (44,55 %) - Bulletins blancs et nuls : 340 370 (2,61 %) |

Sigles utilisés
| EXG     | Extrême-gauche, hors partis qui sont répertoriés en tant que tels                             |
| PCF     | Parti communiste français                                                                     |
| PS      | Parti socialiste                                                                              |
| MRC     | Mouvement républicain et citoyen                                                              |
| PRG     | Parti radical de gauche                                                                       |
| DVG     | Divers gauche - candidats de gauche hors partis                                               |
| Verts   | Les Verts                                                                                     |
| DVE     | Divers écologistes - écologistes hors partis                                                  |
| REG     | Régionalistes ou indépendantistes                                                             |
| CPNT    | Chasse, pêche, nature et traditions                                                           |
| SE      | Sans étiquette - candidats sans soutien d'une formation et sans appartenance partisane        |
| DIV     | Divers - candidats sans étiquette soutenus par une formation mais sans appartenance partisane |
| DVD     | Divers droite                                                                                 |
| MoDem   | Mouvement démocrate                                                                           |
| Rad-UMP | Parti radical-UMP                                                                             |
| NC      | Nouveau Centre                                                                                |
| UMP     | Union pour un mouvement populaire                                                             |
| MPF     | Mouvement pour la France                                                                      |
| EXD     | Extrême-droite, hors partis                                                                   |
| PCR     | Parti communiste réunionnais                                                                  |
| PSG     | Parti socialiste guyanais                                                                     |
| PPM     | Parti progressiste martiniquais                                                               |
| RDM     | Rassemblement démocratique martiniquais                                                       |
| MIM     | Mouvement indépendantiste martiniquais                                                        |
| PPDG    | Parti progressiste démocratique guadeloupéen                                                  |
| GUSR    | Guadeloupe unie, socialisme et réalités                                                       |

## Bilan

### Nombre total de conseillers généraux après le renouvellement de 2008
(y compris les conseillers de Paris qui sont également conseillers généraux
et les conseillers de la Martinique, de la Guadeloupe, de la Guyane et de la Réunion)
PCF : 234 (-12) (soit 5,59 % du total)
PS : 1 608 (+ 172) (38,44 %)
PRG : 84 (+3) (2,01 %)
Div G : 312 (+33)	(7,46 %) 
Verts : 40 (-6) (0,96 %)
MRC : 13 (-5) (0,31 %) 
Rég : 7 (0,17 %) 
SE : 133 (+11) (3,18 %)
CNPT : 2 (-1) (0,05 %)
MoDem : 57 (-10) (1,36 %)
NC : 50 (+2) (1,20 %)
Div D : 646 (-42) (15,44 %)
Ump-Rad : 10 (-6)	(0,24 %)
UMP : 976 (-136) (23,36 %)
MPF : 10 (-1) (0,24 %) 
Total : 4 182 (100,00 %)
soit par grandes familles politiques :
Gauche :  2 291 (+185) (soit 54,77 % du total)
Div+MoDem :  199 (4,76 %)
Droite :  1 692 (-185) (40,47 %)
Total : 4 182 (100,00 %)

### Départements ayant basculé à gauche
8 départements ont basculé de droite à gauche.
- Ain (PS)
- Allier (PCF)
- Corrèze (PS)
- Deux-Sèvres (PS)
- Indre-et-Loire (PS)
- Lot-et-Garonne (PS)
- Somme (PS)
- Val-d'Oise (PS)

Au total à l'issue des élections des présidents des Conseils Généraux (les 20 et 23/3/2008)
la Gauche préside 57 départements (+7) [50 PS, 3 DVG, 2 PCF et 2 PRG],
la Droite : 43 (-6) [30 UMP, 7 div D, 3 MoDem, 2 NC, 1 MPF]
Les départements administrés par la gauche représentent : 62,4 % de la population française
contre 55,9 % en 2004.

### Départements ayant basculé à droite
- La présidence du conseil général des Hautes-Alpes est passée du PRG à l'UMP.
- La présidence du conseil général de Mayotte est passé d'un sans-étiquette (soutenant la majorité de gauche à l'ADF) à l'UMP.

### Cas notables
- La présidence du conseil général des Hautes-Pyrénées est passé du PRG au PS.
- La présidence du conseil général de Seine-Saint-Denis est passé du PCF au PS, le groupe PS étant devenu plus important que le groupe PCF (en revanche, le PCF a conquis  sur la droite la présidence du département de l'Allier avec Jean-Paul Dufregne, ce qui fait qu'il conserve deux présidences).
- La présidence du conseil général des Pyrénées-Atlantiques est passée du MoDem à l'UMP.
- Deux élections de présidents ont donné lieu à contestation interne:
  - Nassimah Dindar a été réélue présidente du Conseil général de La Réunion avec le soutien de certains élus de gauche contre un rival de droite.
  - Jean-Yves Gouttebel a été élu président du Conseil général du Puy-de-Dôme contre le choix interne des militants PS qui s'était porté sur Michèle André. Une demande d'exclusion des 18 conseillers généraux l'ayant soutenu, dont l'ancien ministre Michel Charasse, a été faite[16].